# Eliza Ruhamah Scidmore
Eliza Ruhamah Scidmore (1856 - 1928) fue una escritora, fotógrafa y geógrafa estadounidense, que se convirtió en la primera mujer miembro de la junta de la Sociedad Geográfica Nacional. Ella visitó Japón en diversas ocasiones entre 1885 y 1928.

## Biografía
Scidmore nació el 14 de octubre de 1856 en Clinton, Iowa. Ella asistió a Oberlin College. Gracias a la ayuda de su hermano, George Hawthorne Scidmore, un diplomático de carrera que sirvió en el Lejano Oriente desde 1884 hasta 1922, ella pudo cumplir sus anhelos de viajar por el mundo. Eliza a menudo podía acompañar a su hermano en las tareas asignadas y su posición diplomática le dio entrada a regiones inaccesibles a los viajeros comunes.
Fue a su regreso a Washington, en 1885, cuando Eliza tuvo su famosa idea de plantar cerezos japoneses en la capital. Scidmore encontró poco interés en su idea de los cerezos, pero más en sus impresiones de Alaska, el tema de su primer libro: Alaska, su costa sur y el archipiélago de Sitkan (1885). Se unió a la National Geographic Society en 1890, poco después de su fundación, y se convirtió en corresponsal habitual y más tarde en la primera mujer fiduciaria de la Sociedad.
Otros viajes hacia el este dieron lugar a Los días de Jinrikisha en Japón, publicados en 1891. Le siguió una breve guía, De Oeste a Lejano Oriente (1892). Un viaje a Java resultó en Java, el Jardín del Este (1897) y las visitas a China y la India dieron como resultado varios artículos de la National Geographic Magazine y dos libros, China, el Imperio de larga vida (1900) e Invierno de India (1903).
Otra estancia en Japón durante la Guerra Ruso-Japonesa se convirtió en la base de la única obra de ficción conocida de Scidmore, Como Ordena La Haya (As the Hague Ordains) (1907). La novela pretende ser el relato de la esposa de un prisionero ruso que se une a su marido en el hospital de prisioneros de Matsuyama.
El proyecto de plantar cerezos en flor de Scidmore comenzó a dar resultados cuando la primera dama Helen Taft se interesó por la idea en 1909. Con el apoyo activo de la primera dama, los planes se movilizaron, pero el primer esfuerzo tuvo que abortarse debido a preocupaciones sobre la infestación. Sin embargo, los esfuerzos subsiguientes resultaron exitosos, y hoy en día muchos visitantes disfrutan de la sakura del Parque West Potomac y otras áreas de la capital, particularmente durante el Festival nacional de los cerezos en flor.
En apoyo del nuevo movimiento de conservación en los Estados Unidos, Scidmore escribió una carta al editor de Century Magazine en septiembre de 1893 sobre "Nuestras nuevas reservas forestales nacionales" que detalla el significado y las consecuencias de la preservación de los bosques en nombre del bien público.
Después de Como Ordena La Haya (As the Hague Ordains), Scidmore no publicó nuevos libros y un número cada vez menor de artículos para National Geographic, el último fue un artículo de 1914 titulado "Young Japan". Murió en Ginebra, Suiza el 3 de noviembre de 1928, a la edad de 72 años. Su tumba se encuentra en el Cementerio Extranjero de Yokohama, Japón, junto a las tumbas de su madre y su hermano.